# 黄献军
黄献军（？—），河北隆尧人，中国人民解放军少将。

## 生平
2008年任山西省军区政治部主任。2009年，晋升少将军衔。2011年任山西省军区副政治委员，后卸任。2014年11月，因涉嫌严重违纪，中央军委纪委对其立案调查。2015年1月，移送军事司法机关依法处理。